# Chametz
Chamez (eller Chametz) är syrat bröd, som enligt judisk lag måste avlägsnas från bostaden under påsken, pesach. Att brödet är syrat betyder att det är jäst. Motsatsen är matze, osyrat bröd. Ordet syftar egentligen på surdeg.
Som chamez ses det som görs av ett av de fem sädesslagen (råg, vete, korn, havre eller spelt) och har givits tid att surdegsjäsa (det anses kunna hända efter arton minuter). Matzen är grunden för en helt egen tradition inom den judiska matlagningen. Det finns till exempel soppklimpar (kneidlach), pannkakor (matzobrei) och kakor.